# Rhizotrogus marginipes
Rhizotrogus marginipes är en skalbaggsart som beskrevs av Étienne Mulsant 1842. Rhizotrogus marginipes ingår i släktet Rhizotrogus och familjen Melolonthidae. Inga underarter finns listade i Catalogue of Life.

## Bildgalleri

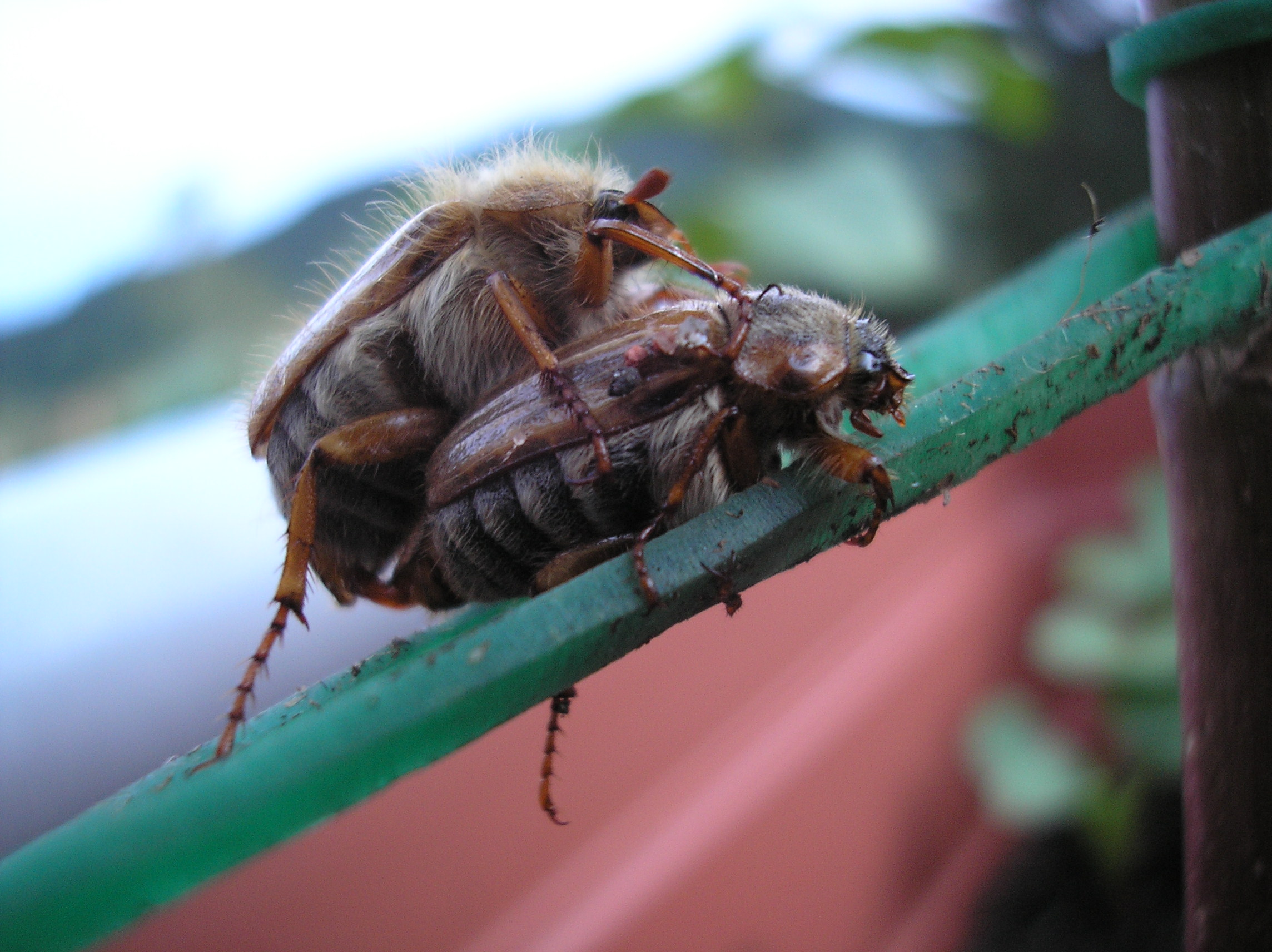
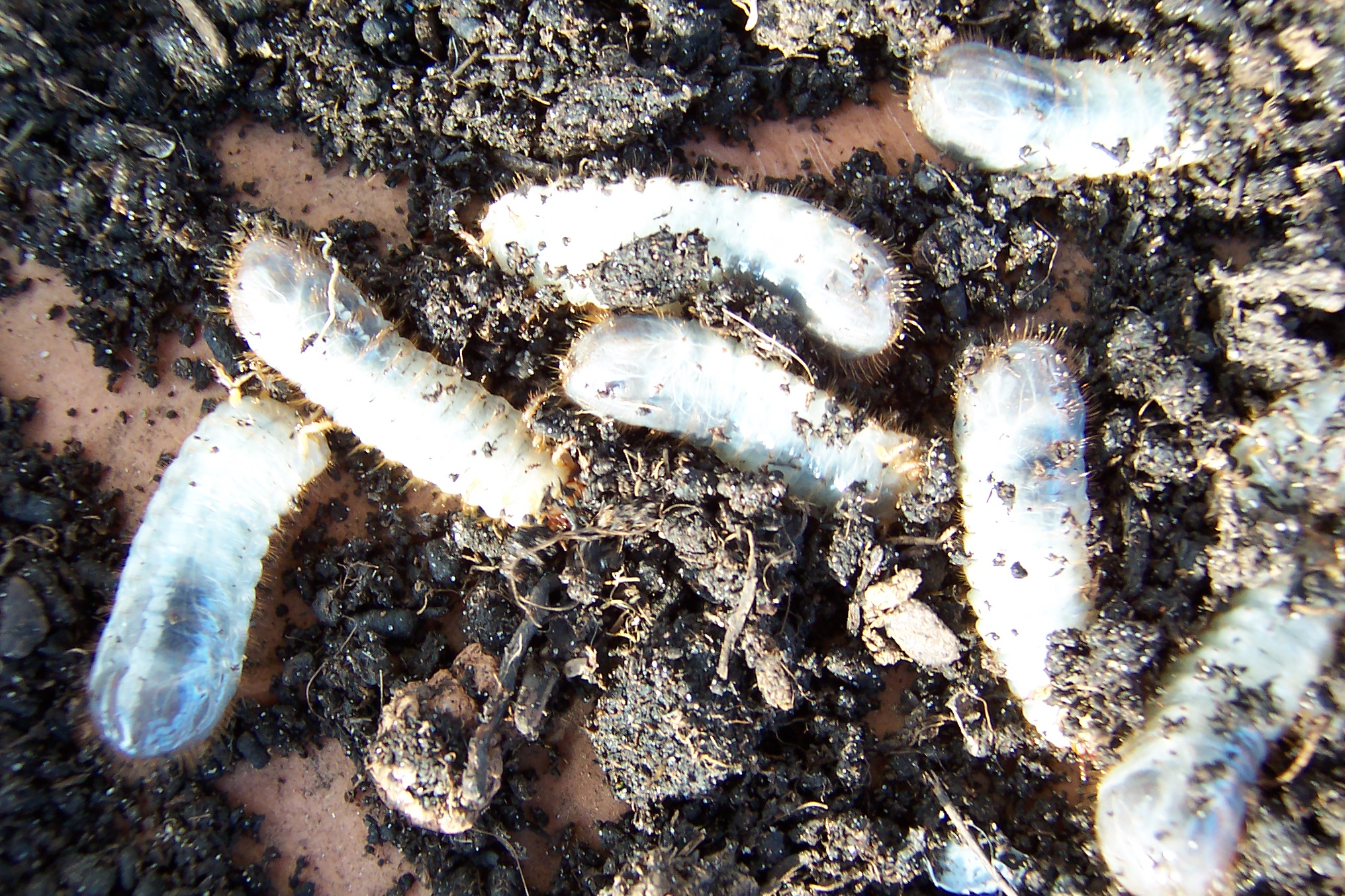
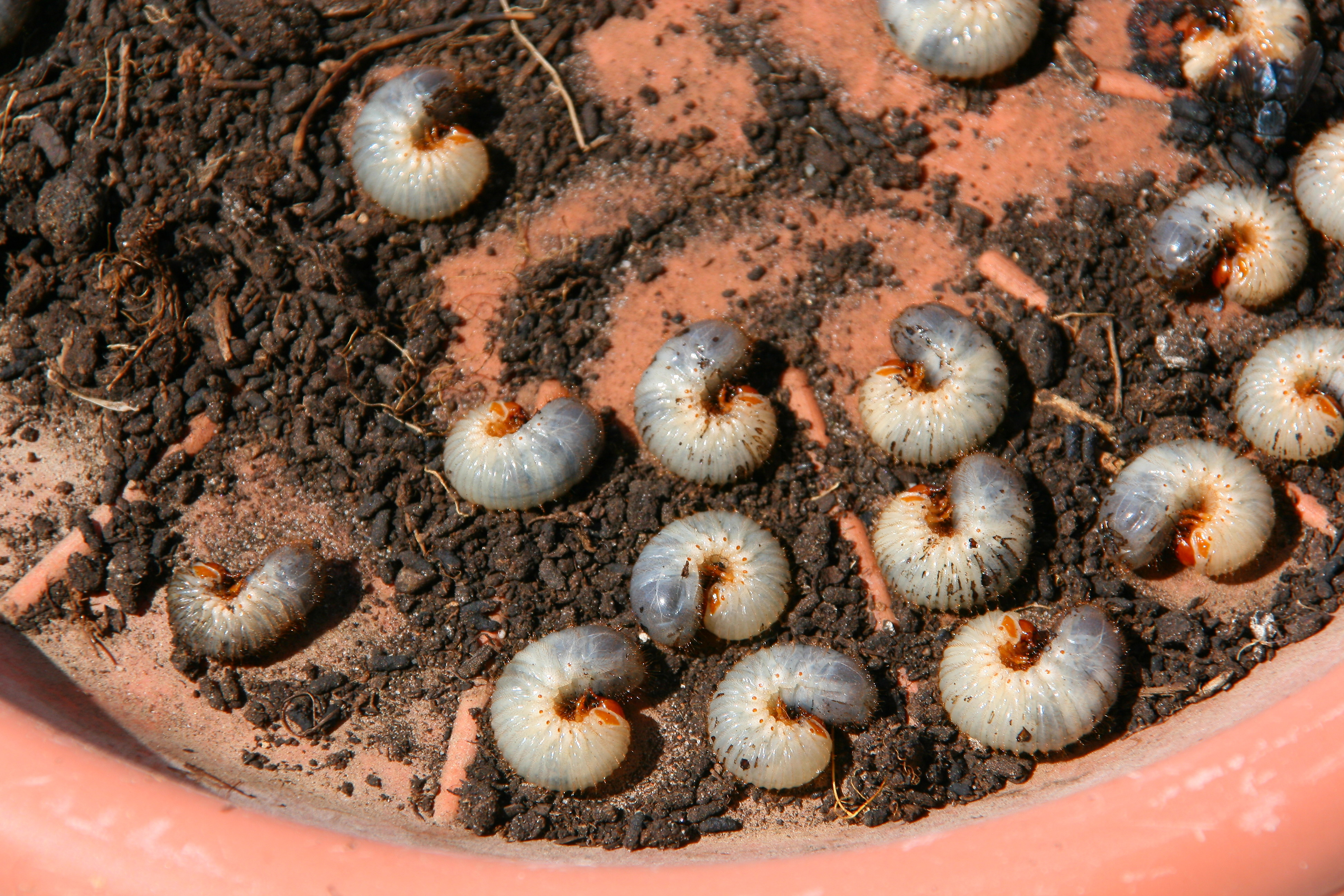